# Johannes Scherr
Johannes Scherr (3. oktober 1817 i Hohenrechberg ved Schwäbisch Gmünd – 21. november 1886 i Zürich) var en tysk forfatter.
Han studerede 1837—40 i Tübingen filosofi, historie og litteratur, blev derpå lærer i sin broder Thomas Scherrs skole ved Winterthur, men rejste 1843 til Stuttgart og begyndte at tage ivrig del i det politiske liv.
Han udgav skriftet Württemberg im Jahre 1844, hvori han slutter sig til de liberale frihedsmænd. 1848 blev han frisindet medlem af deputeretkamret, men måtte åaret efter på grund af sin demokratiske politik under revolutionen flygte til Schweiz.
Han holdt Universitetsforelæsninger i Zürich, hvor han
1860 blev Prof. i Historie og Litteratur ved
Polytechnikum, efter at have tilbragt de
foregaaende Aar i Winterthur. Han har som
Kulturhistoriker ydet en betydelig Indsats, er en
udmærket Fortæller, ofte tendentiøs, bidende i
sin Argumentation, hensynsløs i sine Domme.
Hans »Allgemeine Geschichte der Literatur«
(1851) er for sin Tid et meget værdifuldt og
grundlæggende Værk (10. Opl. 1900), oversat
paa Dansk af Winkel-Horn; stadig benyttes
»Deutsche Kultur- und Sittengeschichte« (1852,
11. Opl. 1902). Bl. S.’s mange andre Bøger maa
fremdeles mævnes: »Blücher, seine Zeit und
sein Leben«, »Das Trauerspiel in Mexiko«,
Romanen »Schiller«, »Michel, Geschichte eines
Deutschen unserer Zeit«, der har autobiografisk
Værd, »Novellenbuch« (10 Bd, 1873—74, ny
Udg. 1907), »Gröszenwahn«, »Hammerschläge
und Historien«, »Menschliche Tragikomödie ges.
Studien« (12 Bd, 1884). S.’s Lyrik har nu kun
tidshistorisk Interesse, f. Eks. »Laute und leise
Lieder« og »Der Genius«. Hans Forfatterskab
er præget af Tiden, han tilhørte, og de sociale
og politiske Bevægelser, han viede sin bedste
Stræben. I »Von 1849—51« (2 Bd, 1868 og 1870, 2.
Opl. under Titlen »Ein weltgeschichtl. Drama«
[1875]) yder han Bidrag til sin Biografi.